# مارتین مالیوتین
مارتین مالیوتین (روسی: Мартин Владимирович Малютин؛ زادهٔ ۵ ژوئیهٔ ۱۹۹۹) شناگر اهل روسیه است.
وی در مسابقات کشوری و بین‌المللی در مجموع برندهٔ ۳ مدال طلا، ۵ مدال نقره، ۱ مدال برنز شده‌است.